# Хамданиди
Хамданиди (арап. حمدانيون‎) су били арапска шијитска династија која је у 10. веку владала подручјима данашње Сирије, Ирака и Турске. Хамданиди потичу од старовековног хришћанског племена Таглиб које је насељавало северну Арабију односно јужну Месопотамију, а оснивачем њихове владарске династије сматра се Хамдан ибн Хамдун коме је абасидски калиф 890. године поверио управу над Мардином у југоисточној Анадолији. Његовом сину Абдулаху (904.-929.) поверена је управа над Мосулом (906.) односно Багдадом (914.), а Абдулаховом наследнику Хасану Насир ад-Даули (929.-968.) Мосул, Алеп и Дијарбакир. Хасанова тиранска власт довела је до његовог свргавања од стране властите породице, а десетак година касније династија доживљава велики ударац када их 979. године у Месопотамији побеђује иранско Бујидско царство. Хамданиди су водили сукобе и са Византијом односно Фатимидима који их покоравају 1003. године. Хамданиди су остали упамћени као добри ратници али и покровитељи арапске уметности, нарочито књижевности.